# Phước Đức
Phước Đức là một xã thuộc huyện Phước Sơn, tỉnh Quảng Nam, Việt Nam.
Xã Phước Đức có diện tích 57,01 km², dân số năm 2019 là 2.211 người, mật độ dân số đạt 39 người/km².